# All Star Comics
All Star Comics este o revistă de benzi desenate americană, publicată de All-American Publications, una dintre cele trei companii care au fuzionat cu National Periodical Publications pentru a forma actuala DC Comics. Seria originală a fost distribuită în perioada 1940-1951. În timp ce logoul de pe copertă se prezintă All Star Comics, titlul protejat prin drepturi de autor, așa cum este indicat de indicele poștal, este All-Star Comics, cu o cratimă.
Cu excepția primelor două numere, All Star Comics a relatat povești despre aventurile Societății Dreptății din America, prima echipă de supereroi. De asemenea, al optulea număr al revistei este recunoscut pentru debutul celei mai importante supereroine DC, Femeia Fantastică.

## Publicații
Conceptul inițial pentru All Star Comics a fost un titlu antologic care să înglobeze cele mai populare serii din celelalte titluri, publicate atât de All-American Publications, cât și de National Comics.
All Star Comics #1 (copertă din vara anului 1940) conținea povești cu supereroi, printre care se numărau Flash, Hawkman și Ultra-Man ai All-American, și Hour-Man, Spectre și Sandman ai National. Benzile de aventuri „Biff Bronson” și comedia „Red, White, and Blue” au avut, de asemenea, premiera în paginile din iunie 1940.
Numărul 3 (copertă datată decembrie 1940) a înfățișat prima întâlnire a Societății Dreptății din America, membrii acesteia făcând schimb de povești despre isprăvile lor, care au fost ulterior ilustrate în gama de aventuri solo ale benzii desenate. Alături de Flash, Hawkman, Hour-Man, Spectre și Sandman se aflau Doctor Fate de la More Fun Comics, și Lanterna Verde și Atom de la All-American Comics. Societatea Dreptății din America (Justice Society of America - JSA) a fost inițial folosită pentru a prezenta povești solo despre fiecare personaj individual, fiecare segment fiind gestionat de către un artist diferit. Istoricul de benzi desenate Les Daniels a notat că „aceasta a fost, în mod evident, o noțiune grozavă, deoarece oferea cititorilor o mulțime de personaje de căpătâi pentru un cent, și, de asemenea, distracția de a vedea cum interacționează favoriții fanilor”. Formatul antologiei a fost abandonat în 1947, și înlocuit cu povești în numere complete care prezentau supereroii făcând echipă pentru a lupta împotriva criminalității.
All Star Comics #8 (copertă datată ianuarie 1942) a inclus prima apariție a Femeii Fantastice, într-o poveste de opt pagini scrisă de William Moulton Marston, sub pseudonimul Charles Moulton, și desenată de H. G. Peter. Povestea a fost propusă pentru a testa interesul cititorilor față de conceptul Wonder Woman. A generat un răspuns suficient de pozitiv din partea fanilor pentru ca Femeia Fantastică să primească rolul principal în titlul antologic Sensation Comics, începând cu numărul 1. În același număr, supereroii Doctor Mid-Nite și Starman au fost cooptați ca membri ai Societății Dreptății. Începând cu numărul 11, Femeia Fantastică va apărea în All Star Comics ca membră a Societății Dreptății, în calitate de secretară a acesteia.
Benzile desenate cu supereroi s-au prăbușit la începutul anilor 1950, iar All Star Comics a fost redenumită All-Star Western în 1951, odată cu numărul 58. În acest număr, caracteristica „Justice Society of America” a fost înlocuită de eroi cowboy.

### Relansarea din 1976
În 1976, numele All Star Comics a fost reluat pentru o serie care prezenta aventurile JSA din epoca modernă. Noua serie a renunțat la numerotarea din All-Star Western, și a continuat numerotarea originală, debutând cu All-Star Comics #58. Începând cu numărul #66, o cratimă a fost adăugată la titlu, și cuvintele „All-Star Comics” au devenit o parte mult mai mică a copertei; în timp ce cuvintele „Justice Society” au devenit mult mai mari. Seria din anii '70 a introdus noile personaje Power Girl, și versiunea Helena Wayne a lui Huntress. Această serie a rulat timp de șaptesprezece numere, înainte de a fi anulată brusc cu numărul #74, ca parte a DC Implosion, iar aventurile JSA au fost încorporate în Adventure Comics.